# Ancylotrypa kateka
Ancylotrypa kateka är en spindelart som först beskrevs av Roewer 1953.  Ancylotrypa kateka ingår i släktet Ancylotrypa och familjen Cyrtaucheniidae.
Artens utbredningsområde är Kongo. Inga underarter finns listade i Catalogue of Life.